# Appliqué

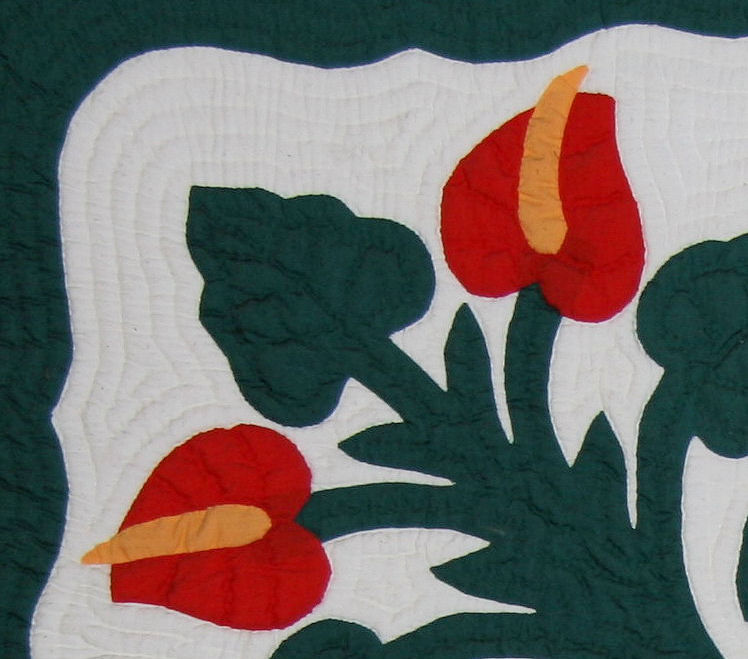
Detail eines Appliqué Quilts aus Hawaii

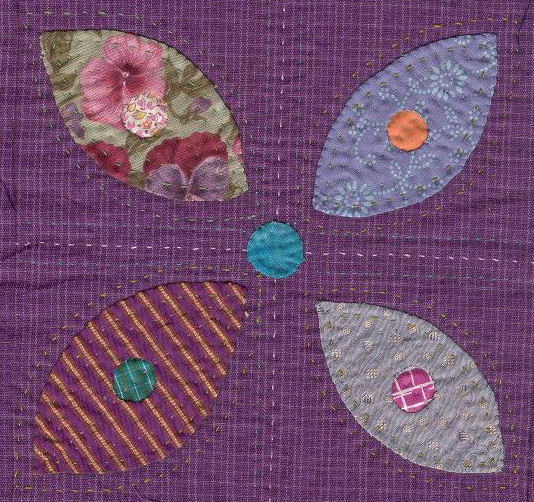
Appliqué auf einem Patchwork-Block

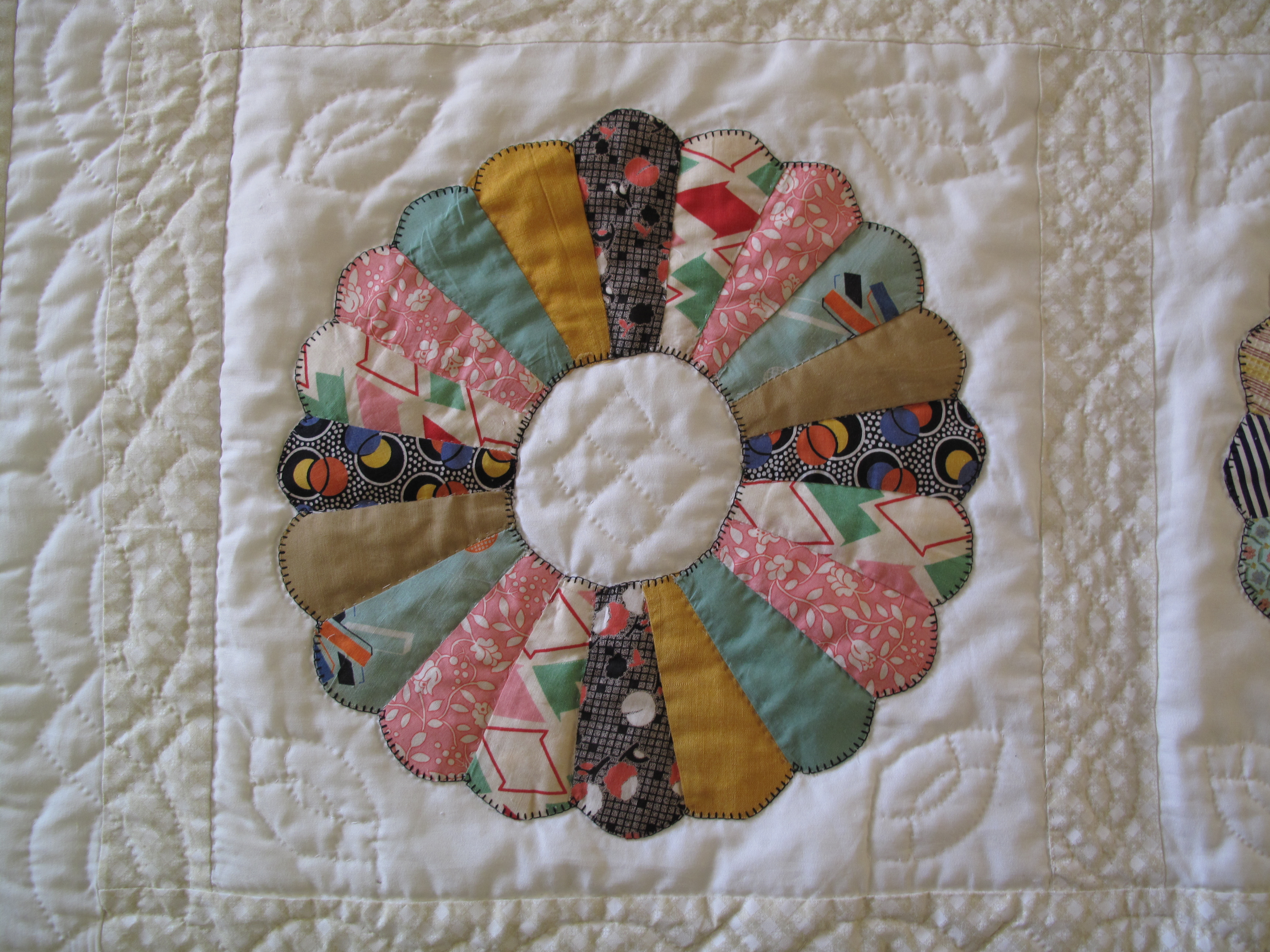
Der traditionelle Appliqué-Block Dresden Plate (Dresdner Teller) auf einem Quilt aus dem 20. Jahrhundert

Appliqué (französisch applique ‚Verzierung‘, von lat. applicare ‚anfügen‘) ist eine alte Textiltechnik, bei der Stücke eines Textils auf ein anderes genäht (appliziert) werden. Meist wird Appliqué heute zu dekorativen Zwecken verwendet; es kann aber auch zum Flicken dienen. Die Technik kann seit 3300 Jahren nachgewiesen werden, ist aber vermutlich älter.
Wenn gewebter Stoff appliziert wird, werden seine Ränder untergeschlagen und dann auf den Grundstoff aufgenäht. Nicht fransende Materialien wie Filz, Leder oder Spitze können ohne Unterschlagen aufgenäht werden. Oft hat auch der Nähstich eine dekorative Funktion und wird beispielsweise mit Kontrastfarben ausgeführt.
Appliqué kann mit der Hand oder der Nähmaschine ausgeführt werden. Mit der Hand wird vor allem mit Steppstich oder Knopflochstich genäht. Als dekorativer Stich kann auch Plattstich eingesetzt werden. Mit der Nähmaschine wird Appliqué mit Doppelsteppstich, Zickzackstich oder speziellem Applikationsstich genäht.

## Formen
Beim Appliqué sind verschiedene Formen zu unterscheiden.
Appliqué im engeren Sinne bedeutet, dass auf einen Grundstoff andere Stoffe aufgenäht werden, um dekorative Muster herzustellen. Es wird unter anderem für komplexe und runde Formen genutzt. Als Technik zur Herstellung dekorativer Textilstücke wurde es beispielsweise im polynesischen Kulturraum, in Ägypten sowie in Pakistan und in Indien weit entwickelt. Manche traditionellen Blockmuster im amerikanischen Patchwork setzen Appliqué ein, etwa Dresden Plate (Dresdner Teller) und Sunbonnet Sue.
Beim Reverse Appliqué geschieht genau das umgekehrte: In den oberen Stoff wird ein Loch geschnitten, durch das der untere Stoff sichtbar wird und so das Muster bildet. Die Kanten des oberen Stoffs werden umgeschlagen und festgenäht.
Eine besondere, mehrlagige Form von Reverse Applique ist Mola, eine traditionelle Handarbeitstechnik und Bekleidungsform der Guna aus Panama. Beim Mola werden mehrere Lagen aus unterschiedlichen einfarbigen Stoffen verwendet. In die Stofflagen werden übereinander immer kleiner werdende Löcher geschnitten, deren Ränder umgeschlagen und möglichst unsichtbar festgenäht werden. Die entstehenden Muster sind typischerweise abstrakt.